# فواد صدقی
فؤاد صدقی (انگلیسی: Fouad Sedki; ۲۴ اکتبر ۱۹۲۵ – ۱۲ ژانویهٔ ۱۹۹۶) بازیکن فوتبال اهل مصر بود.
وی همچنین در تیم ملی فوتبال مصر بازی کرده‌است.